# Фінягін Андрій Володимирович
Андрій Володимирович Фінягін (нар. 1977) — російський актор.

## Біографія
Андрій Фінягін народився 25 грудня 1977 року в Москві.
У 1999 році закінчив школу-студію МХАТ (курс Олега Єфремова). У цьому ж році був прийнятий в трупу МХАТу. З 2001 року працює в трупі Московського театру юного глядача.
Озвучував аудіокнигу за повістю М. В. Гоголя «Сорочинський ярмарок».

## Творчість

### Ролі в театрі

#### МХАТ
- «Чайка» А. П. Чехова — Треплєв
- «Лісова пісня» — Лукаш
- «І світло в темряві світить …» — Митрофан Ерміловіч
- «Маленькі трагедії»
- «Джульєтта і її Ромео»
- «Сірано де Бержерак»
- «Бабине царство»

#### Московський театр юного глядача
- «Алінур» -Алінур
- «Романтики» -Персіна
- 1989 — «Good-bye, America!». Режисер: Генрієтта Яновська
- 2003 — «Смак меду». Режисер: Генрієтта Яновська — Юнак
- «Олов'яні кільця» — Садівник Зінзівер

### Фільмографія
- 2000 — Марш Турецького 2 — Ігор
- 2002 — Злодійка 2. Щастя напрокат — Микита
- 2003 — Новорічний романс
- 2004 — На розі біля Патріарших 4 — Андрій Сторожев
- 2005 — Коханка — Фелікс
- 2006 — Криваве коло — Дмитро Горохів
- 2006 — Ненормальна — Сергій
- 2006 — Театр приречених — Антон Грановський
- 2006 — Темний інстинкт — Андрій Шипов
- 2007 — Закон і порядок: Відділ оперативних розслідувань — Антон Дробот
- 2007 — Крижана пристрасть — Кирило
- 2007 — Оплачено смертю — Крістофер
- 2007 — Сашка, любов моя — Олег
- 2008 — Життя, якого не було — Вадим
- 2008 — Божевільна любов — Андрій
- 2008 — Чемпіон -Володимир Дворський
- 2009 — Шлюб за заповітом — Джеймс Харпер
- 2009 — Вердикт — Данило Кузякин
- 2009 — Викрадення Богині -Олександр Орлов
- 2009 — Циганки — Віктор Красовський
- 2010 — 220 вольт любові
- 2010 — Була любов — Олексій
- 2010 — Шлях до себе